# Železniční stanice Netanja

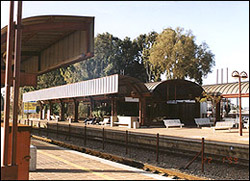
Kolejiště železniční stanice

Železniční stanice Netanja (hebrejsky: תחנת הרכבת נתניה‎, Tachanat ha-rakevet Netanja) je železniční stanice na pobřežní železniční trati v Izraeli.
Leží v centrální části Izraele, v zemědělsky využívané pobřežní planině, cca 2 kilometry od břehu Středozemního moře v nadmořské výšce okolo 20 metrů. Je situována na východní okraj města Netanja, jehož zastavěné území se rozkládá i na východ od stanice, ovšem převážně v podobě průmyslových a komerčních areálů. Pouze na jižní straně od stanice leží fragmenty zemědělské volné krajiny. Stanice leží v ulici Derech ha-Rakevet. Západně od stanice probíhá pobřežní dálnice číslo 2, která se severně od stanice kříží s východozápadní dálnicí číslo 57 (Derech ha-Jarden).
Železniční trať byla v tomto úseku postavena až roku 1954 jako nová příbřežní trasa spojující Haifu a Tel Aviv. Nahradila tak dosavadní východněji ležící spojení (východní železniční trať), na kterou vlaky z Haify uhýbaly severně od města Chadera. Teprve pak mohla v Netanji vzniknout železniční stanice. Od roku 1993 jsou v provozu linky příměstských zastávkových vlaků mezi Netanjou a Tel Avivem. Stanice je obsluhována autobusovými linkami společnosti Egged. K dispozici jsou parkovací místa pro automobily, prodejní stánky, automaty na nápoje, bankomat a veřejný telefon.